# Donacochara
Donacochara là một chi nhện trong họ Linyphiidae.